# Národní les Gifforda Pinchota
Národní les Gifforda Pinchota (angl. Gifford Pinchot National Forest) se nachází v jižním Washingtonu, ve Spojených státech. S rozlohou kolem 5 300 km² se rozpíná po 116 kilometrech západních svahů Kaskádového pohoří mezi národním parkem Mount Rainier a řekou Columbií. Patří do něj i Národní vulkanická památka Mount St. Helens, která se rozkládá na 445 km² a byla založena kongresem v roce 1982.
Studie lesní správy z roku 1993 odhadla rozsah pralesa v národním lese na 80 tisíc hektarů. Hlavní úřad lesní správy se nachází ve Vancouveru, oblastní stanice se nachází v Randlu, Amboyi a Trout Lake. Les je pojmenován po prvním náčelníkovi americké lesní správy, Giffordu Pinchotovi. Vjezdy do lesa se nachází poblíž měst Randle, Carson a Cougar.

## Historie
Jedná se o jeden ze starších amerických národních lesů. V roce 1897 byl částí nově založené lesní rezervace Mount Rainier, v roce 1908 se odtrhl jako Columbijský národní les a dnešní jméno mu bylo dáno v roce 1949. V roce 1985 byla založena nezisková organizace Gifford Pinchot Task Force, která ochraňuje území. Je chráněno také na 3 tisíce kulturně modifikovaných stromů původními obyvateli.
Les byl pojmenován po Giffordu Pinchotovi, jedné z hlavních postav při tvoření systému amerických národních lesů.

## Geografie
Les se nachází v horském regionu přibližně mezi Mount St. Helens na západě, Mount Adams na východě, Mount Rainier na severu a řeka Columbia na jihu. Region je významný svou topografií a vulkanickou geologií. 65% lesa se nachází v okrese Skamania, zbytek je rozdělen mezi okresy Lewis, Yakima, Cowlitz, Klickitat a Clark.

## Fauna
Les je domovem mnoha ohrožených druhů, jako jsou například orel bělohlavý, siven velkohlavý, losos čavyča, losos kisuč, pstruh duhový a puštík západní. Také zde žijí vlci, grizzlyové a alkouni mramorovaní.

## Turistické atrakce
- Wind River Arboretum

## Divočiny
- Divočina Goat Rocks - 427 km²
- Tatooshská divočina - 63,9 km²
- Divočina Mount Adams - 191,3 km²
- Divočina Indian Heaven - 82,6 km²
- Divočina Trapper Creek - 24 km²
- Divočina Williama O. Douglase - 681 km²
- Divočina Glacier View - 12,64 km²